# Клан Маккензі

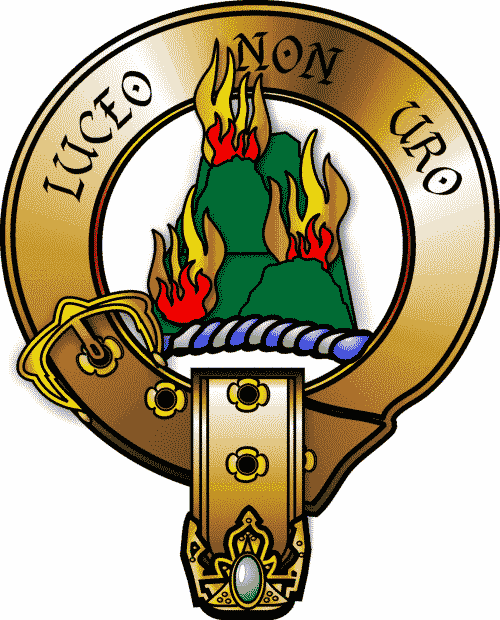
Гребінь клану Макензі.

Герб вождя клану Макензі.

Клан Макензі — (шотл. гельськ. Clann Mac Coinnich, англ. MacKenzie) — клан МакКонніх — шотландський клан, що традиційно пов'язують із Кінтайлом та землями у Россширі. Один з кланів гірської Шотландії — Хайленду.

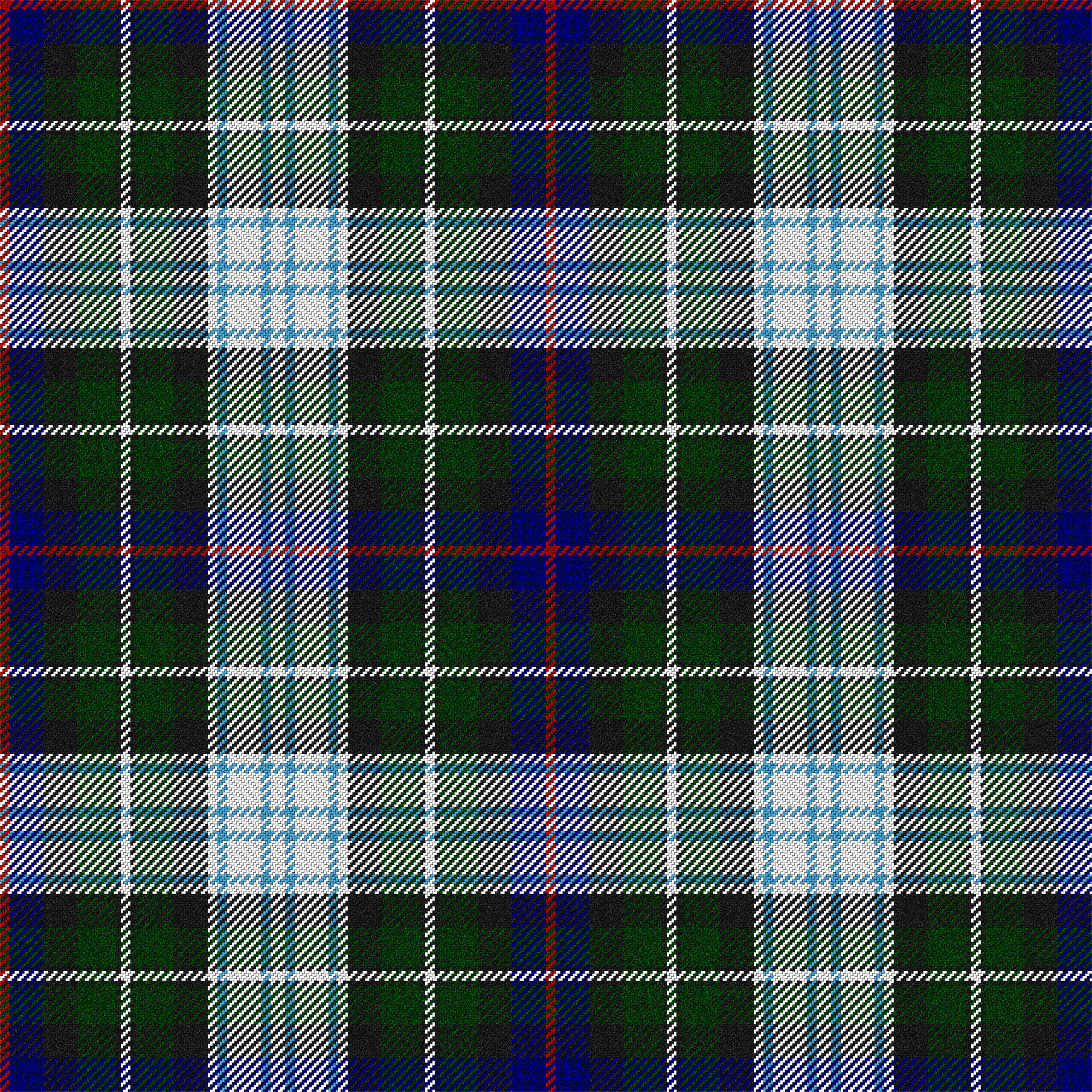
Тартан клану МакКензі

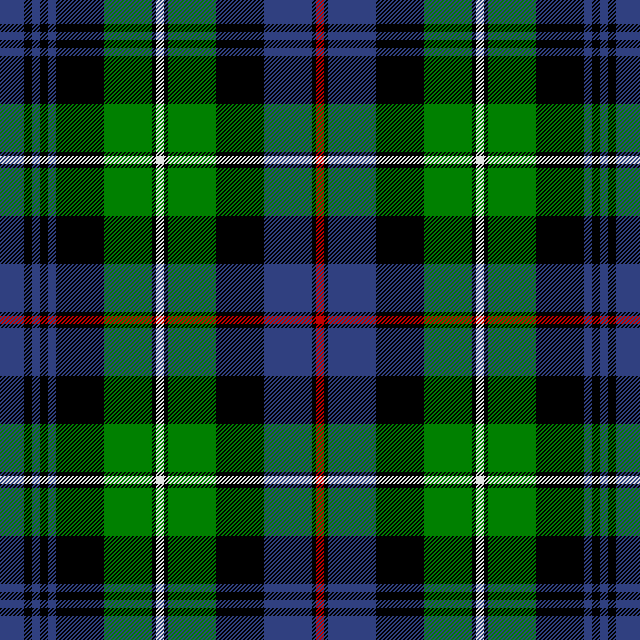
Варіант тартану клану МакКензі, який називають тартан «Сефорт Горян».

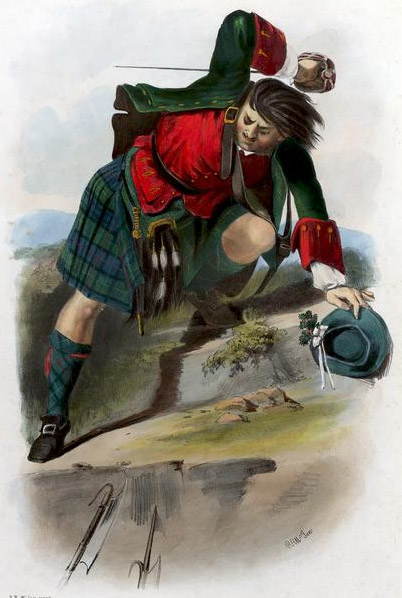
Вождь клану МакКензі в битві. Малюнок художника Р. Р. МакЯна 1845 р.

## Символіка клану
Гасло клану: Luceo non uro — «Я сяю, але не згораю.» (лат.)
Бойовий клич клану: Tulach Àrd — «Високий пагорб» (гельск.)
Символ клану: строкатий падуб.

## Походження клану Макензі
Існує кілька гіпотез про походження клану МакКензі. За одними клан має чисто кельтське походження, за іншими — частково норманське, частково кельтське. За легендою, МакКензі походять від легендарного Лоарна — короля Дал Ріади. Пов'язані родоводом з кланами Метісон та Анріас. З кланом пов'язаний замок Ейлен-Донан. Вважається, що походження назви МакКензі переплетене з походженням кланів Метісон та Анріас. За легендами та переказами всі три клани походять від Гіллеона Айрда (шотл. гельск. — Gilleoin Aird), що жив на початку XII століття. Вожді клану МакКензі утвердилися у фортеці на горі Ейлен Донан (шотл. гельск. — Eilean Donan) у 1297 році.

## Походження назви Макензі
Назва клану МакКензі має кельтське походження — від гельського Mac Coinnich — мак Койнніх. Ірландське слово Coinneach — койннех або коннєх означає «красивий», «гарний». Назва також пов'язана з кельтським язичницьким богом Цернунном, що зображався кельтами у вигляді оленя або людини з рогами оленя. Тому на гербі клану зображено оленя.

## Історія клану Макензі

### Війна за незалежність Шотландії
Під час війни за незалежність Шотландії клан МакКензі підтримав майбутнього короля Шотландії Роберта І Брюса. Під час битви при Інверурі в 1308 році клан МакКензі теж був на боці Роберта Брюса і боровся проти клану Комін, який був суперником Роберта Брюса щодо трону королів Шотландії. Вождь клану Єн Мак Койнніх вів 500 воїнів клану МакКензі на битву під Баннокберн у 1314 році, де англійські загарбники були розгромлені.

### XIV століття
У XIV столітті клан МакКензі вів боротьбу з ерлом (графом) Росс та його союзниками. Під час цієї війни вождь клану МакКензі — Кеннет МакКензі був схоплений і вбитий ворогами у 1346 році. Але з'ясувалося, що нащадок вождя клану живий і перебуває в замку Лох-Кіннелан біля Стратпеффера в Істер Росс, що знаходився під контролем ворожого клану. Клан МакКензі змушений був захопити замок і землі Кінтайл.

### XV століття
У XV столітті відбувалися жорстокі війни між шотландськими кланами. В 1452 році клани, союзні з кланом МакКензі, захопили в полон ерла (графа) Росс. Це спричинило битву під Белах нам Бройг (шотл. гельск. — Bealach nam Broig). Клан Марро та його септа Дігвалл зуміли визволити ерла Росс з полону ціною величезних втрат.
У битві під Саухібурн (шотл. — Sauchieburn) у 1488 році клан МакКензі воював під проводом Гектора Роя МакКензі на стороні короля Джеймса III Шотландського проти армії шотландських кланів, яку очолював син короля — принц Джеймс.
У 1491 році клан МакКензі здійснив рейд на землі клану Росс. Тоді МакКензі зітнулися з низкою кланів, у тому числі з могутніми кланами МакДональд з Лохалш, МакДональд з Кланраналд, Камерон, конфедерацією кланів Хаттан на чолі з кланом Макінтош.

### XVI століття— війни кланів
Під час тривалих англо-шотландських війн XVI століття Джон МакКензі — IX вождь клану МакКензі очолив клан у битві під Флодден 1513 року та в битві під Пінкі Клеу 1547 року — в битвах, де він потрапляв у полон до англійців. В обох випадках клан платив за його звільнення викуп. Значення клану МакКензі в Шотландії зросло у 1544 році, коли вождь клану Джон МакКензі разом з Хантлі — ерлом Півночі почали боротьбу з кланом Раналд Мойдарт. Вождь клану МакКензі в рішучий момент змінив своє рішення, але клани Росс, МакКінтош, Грант не наважились виступити проти МакКензі навіть сумісно. З того часу клан МакКензі визнаний значною силою на півночі Шотландії.
13 грудні 1545 року Дінгуолл — ерл Сазерленду уклав угоду з Джоном МакКензі Кінтайлом щодо спільної оборони від усіх ворогів та вірності Мері, королеві Шотландії. У битві при Лангсайд клан МакКензі воював на боці Мері, королеви Шотландії проти сил її зведеного брата Джеймса Стюарта — ерла Морею. Після цього Х вождь клану МакКензі — Кеннет МакКензі помер.

### XVIII століття— громадянська війна на Британських островах
До початку XVII століття землі клану МакКензі простягалися від Чорного Острова на сході до Зовнішніх Гебридських островів на заході. Клан утвердив свою владу на острові Льюїс, захопивши землі клану МакЛауд, а також землі біля озера Лох Алш, що до того належали клану МакДонелл. У 1606 році відбулась битва під Морар (шотл. — Morar) між кланами МакКензі і МакДонелл з Гленгаррі.
У 1623 році, вождь клану Колін МакКензі отримав титул графа Сефорт (шотл. — Seaforth), звання пера Шотландії, приймаючи свій титул на березі моря на острові Льюїс.
У 1645 році лорд Сефорт почав боротьбу в лавах Ковенантерів, зібрав військо проти роялістів Джеймса Грема І маркіза Монтроз, брав участь у битві під Аулдем, де Ковенантери зазнали поразки. Маркіз Монтроз почав переслідувати всіх, хто був проти роялістів, знищувати їх замки та будинки, вбивати людей, в тому числі нищив майно і людей Томаса МакКензі Плускардіна. Пізніше в 1649 році Томас Маккензі Плускардін перейшов на бік роялістів і повів власні загони на облогу Інвернесс.
У 1672 році клан МакКензі отримав право знищити «вогнем і мечем» клан МакЛауд Ассінт, що був гілкою клану МакЛауд Льюїса. МакЛауди сховалися в замку Адверк. Замок атакований і захоплений кланом МакКензі. Землі Ассінт перейшли під контроль клану МакКензі.
У 1688 році Кеннет МакКензі з Судді убитий в битві під Марлоу. Тоді клан МакКензі боровся за незалежність Шотландії, підтримував клан Макінтош, воював проти клану Камерон. Під час цієї війни клан МакКензі на чолі зі своїм вождем Кеннетом МакКензі — IVграфом Сефорт вирушив до Ірландії на підтримку короля Якова. Клан брав участь в облозі Деррі і в битві на річці Бойн у 1690 році.

### XVIII століття— повстання якобітів
Під час повстання якобітів у 1715 році клан МакКензі підтримав повстання. Вільям Маккензі — V граф Сефорт командував загонами клану МакКензі. Але під час повстання повстання якобітів у 1745 році клан МакКензі був розділений між ворогуючими сторонами: вождь клану Кеннет Маккензі — лорд Фортроз не підтримав якобітів і зібрав загони на підтримку британського уряду, але двоюрідний брат вождя — Джордж Макензі III граф Кромарті підтримав якобітів і був у їхніх лавах.

## Вождь
Нині[коли?] вождем клану є Джон Руарід Грант МакКензі (шотл. — John Ruaridh Grant Mackenzie) — V граф Кромарті, віконт Тарбат, віконт Кастлехевен, барон Леод. Вождь клану МакКензі називається ще Каберфід (шотл. — Caberféidh) — у перекладі з гельської це слово означає «роги оленя» — натяк на герб вождя клану.